# Chamaecrista apoucouita
Chamaecrista apoucouita es una especie de planta fanerógama perteneciente a la familia Fabaceae. Es originaria de Brasil.

## Taxonomía
Chamaecrista apoucouita fue descrito por (Aubl.) H.S.Irwin & Barneby y publicado en Memoirs of The New York Botanical Garden 35: 642. 1982.
Etimología
Chamaecrista: nombre genérico que deriva de las palabras griegas: chama = "bajo, enano" y crista = "cresta".
apoucouita: epíteto
Sinonimia
- Cassia apoucouita Aubl.[4]